# HMS Valen (Val)
HMS Valen var en av sex ubåtar i svenska flottans Hajen III-klass och fartyget sjösattes i 21 april 1955. HMS Valen var det enda i serien som byggdes och utrustades vid Örlogsvarvet i Karlskrona (ÖVK), skrovet till ubåten Illern byggdes i Karlskrona och bogseraders till Kockums för utrustning, de övriga fem byggdes på Kockums i Malmö. Efter modifiering i början på 1970-talet utrangerades ubåten 1 juli 1980. År 1984 såldes ubåten till Västtyskland för stationära försök.